# National Register of Historic Places in Amerikanisch-Samoa
Vom englisch National Register of Historic Places ‚Nationales Register historischer Stätten‘ der USA wurden 21 Orte in Amerikanisch-Samoa als historische Stätten aufgenommen.
Hinweis: Diese Liste ist bis zum Stand 29. Juni 2007 vollständig.

## Östlich
Fagatogo
- High Court of American Samoa
- Navy Building 38
- Navy Building 43

Fagatogo and Utulei
- US Naval Station Tutuila Historic District

Futiga
- Fagatele Bay

Lalopua
- Satala Cemetery

Lauli'i
- Breakers Point Naval Guns

Malaloa
- Sadie Thompson Building

Pago Pago
- Blunts Point Naval Gun
- Government House

Tula
- Lau'agae Ridge Quarry

Tula Village
- Tulauta Village

## Manu'a
Fitiuta
- Faga Village Site

## Western
Aasu
- Aasu

Afao
- Atauloma Girls School

Faleniu
- Site AS-31-72

Leone
- Fagalele Boys School
- Tataga-Matau Fortified Quarry Complex (AS-34-10)

Tapua'ina
- A'a Village (AS-34-33)
- Maloata Village

Vatia Village
- Old Vatia